# ONUKA
ONUKA — український електро-фольк музичний гурт. Особливістю гурту є використання національних народних мотивів та інструментів в електронній музиці.

## Історія
Робота над проєктом ONUKA почалася влітку 2013 року. Співавторами проєкту стали Наталія Жижченко — колишня солістка гуртів «Tomato Jaws» та «KOOQLA», і Євген Філатов — лідер гурту «The Maneken».
Перший сингл гурту — пісню «Look» було представлено у жовтні 2013 року, Наприкінці грудня 2013 року вийшов кліп на цю композицію, режисером якого став Євген Філатов.
Сценічний дебют гурту відбувся 13 червня 2014 року, коли півгодинну програму проєкту презентовано на концерті гурту «The Maneken» у київському клубі Sentrum.

### Альбоми LOOK та ONUKA(2014—2015)
15 травня 2014 року представлено мініальбом «Look». До нього увійшли чотири оригінальні пісні та один мікс на пісню Look. Одразу ж після виходу мініальбом посів перше місце в чарті українського розділу iTunes.
Дебютний альбом гурту під назвою «ONUKA» вийшов 15 жовтня 2014 року. Платівка містила 10 треків (8 англійською, 2 українською), чотири з яких увійшли в попередній мініальбом «Look» — When I Met You, Misto, Time i Look. Альбом, що є у вільному доступі в мережі, посів перше місце в інтернет-магазині iTunes, випередивши гурт Океан Ельзи. Диск наповнений традиційними українськими звуковими мотивами, які виконуються на сопілці, бандурі та трембіті. Все це гармонійно поєднано з електронним аранжуванням. 17 жовтня 2014 року ONUKA презентувала свій альбом на концерті в київському закладі «Sentrum».
Одразу після цього на американському лейблі Most Addictive Records випущено сингл «Zavtra» з однойменною україномовною піснею. У грудні, за рейтингом «Cultprostir», дебютний альбом гурту був визнаний найкращим альбомом року, а сам гурт став дебютом року.
У травні 2015 року гурт ONUKA переміг у відборі серед українських гуртів для участі у фестивалі Sziget, де виступив 11 серпня на сцені British Knights Europe Stage.

### Альбом VIDLIK (2015—2016)
Другий мініальбом, «Vidlik», вийшов 8 лютого 2016 року. Головним стимулом до написання EP стала аварія на ЧАЕС, а його концертна презентація відбулася у квітні 2016 року — до 30-ї річниці катастрофи. Платівка містить чотири пісні: дві українською та дві англійською. В роботі над мініальбомом взяв участь рівненський симфонічний оркестр Brevis.
Перший трек «Svitanok» написано на вірш київського стріт-арт-художника Єжи Коноп'є. Другий трек «Vidlik» поєднує «вокал» вебсервісу Google Translate з народним басовим інструментом бугаєм. Третій трек «Other» було записано ще в березні 2015 року. У ньому партію на цимбалах виконує заслужений артист України Андрій Войчук. Останній трек «1986» присвячено трагічній події 26 квітня 1986 року — у ньому Ната вперше виконує невеличкий уривок на терменвоксі, а також звучить реальний запис переговорів диспетчерів ЧАЕС у день катастрофи.
Одразу ж після виходу мініальбому стало відомо, що музику із нього буде використано в документальному фільмі телеканалу «1+1» про аварію на ЧАЕС.

### Альбом MOZAЇKA (2017—2020)
13 травня 2017 року гурт виступив як запрошений артист у фіналі пісенного конкурсу Євробачення 2017, що відбувся у Києві. У виступі взяв участь Національний академічний оркестр народних інструментів України (НАОНІ).
7 липня 2017 року вийшов перший сингл «Vsesvit» з нового альбому гурту під назвою Mozaïka. У записі взяв участь продюсер Ерік Муке, засновник гурту Deep Forest. 7 листопада вийшов другий сингл під назвою «Guns Don't Shoot».
22 березня 2018 року гурт представив свій другий повноформатний альбом «Mozaïka». Новий альбом ONUKA продовжує і розвиває ідеї двох попередніх релізів проєкту — дебютного однойменного альбому і 4-трекового VIDLIK. За словами Нати Жижченко, MOZAЇKA — це історія про низку дивних збігів, обставин і символів.

### Альбом KOLIR (2021-дотепер)
З 7 січня по 4 лютого 2021 року, за сприяння Посольства України в КНР, гурт представляв Україну на 21-й щорічному Міжнародному фестивалі «Meet in Beijing». Він є одним з наймасштабніших мистецьких заходів, що традиційно проходить у Національному центрі виконавських мистецтв, організаторами якого виступають Міністерство культури та туризму КНР, Державна адміністрація кіно та телебачення КНР, Народний уряд Пекіну та China Arts and Entertainment Group.
Втім у 2021 році іноземні артисти та художні колективи з 24 країн світу змогли взяти участь у фестивалі лише в онлайн форматі. Концерти, вистави, відеокліпи іноземних виконавців демонструвалися на китайських онлайн платформах iQIYI, Tencent Video, Sina Weibo, Xigua Shipin, YOUKU, bilibili з охопленням глядацької аудиторії у понад 300 000 осіб.
18 червня 2021 року вийшов третій альбом проєкту — «KOLIR». На ньому 10 пісень, зокрема вже відомі «XASHI», «ZENIT», «СЕАНС» і «UYAVY» за участі гурту ДахаБраха.
7 грудня 2023 року на виставці The Game Awards 2023 був представлений трейлер нової гри Kemuri в якій було використано пісню «ZENIT» гурту ONUKA.
12 травня 2024 року ONUKA виступили у Празі в рамках благодійного європейського туру альбому ROOМ, частину прибутку з якого обіцяють направити на закупівлю медичного обладнання для військових медиків.

## Назва
Назва проєкту «ONUKA» (тобто «онука») — це данина поваги до видатного українського майстра музичних інструментів Олександра Шльончика, дідуся солістки ансамблю Наталії Жижченко. За словами Нати: «Він зробив мою першу сопілку, навчив грати, сформував у мене розуміння Батьківщини».
Після успіху дебютного альбому Ната розповіла, що під час пошуку інформації про те, чи існують інші гурти, чи торгові марки з подібною назвою, вона знайшла лише залізничну станцію в Японії, що знаходиться поруч із атомною електростанцією. При цьому Японія стала другою країною після України за кількістю прослуховувань дебютного альбому.

## Колектив
Вокалісткою гурту, авторкою текстів та головною авторкою ідей є Наталія Жижченко. На сцені вона, окрім вокалу, грає на сопілці, окарині, свистульці, омнікорді, невеликих перкусійних інструментах, а також керує відтворенням семплів. Головним композитором, саунд-продюсером, аранжувальником та артдиректором проєкту є Євген Філатов. Він також бере участь у живих виступах на радіо.
До основного сценічного складу гурту окрім Наталії Жижченко входять клавішниця та бек-вокалістка Дарина Серт, ударниця Марія Сорокіна, а також бандурист Євген Йовенко. До розширеного складу, який виступає під час великих концертів, входить також тріо духових: два тромбони та валторна. Один із тромбоністів також грає на трембіті.
Художницею-костюмеркою є Леся Патока (Patoka Studio). Перукар — Андрій Крупчинський (ErteQoob).

### Колишні учасники
Раніше до колективу входили ударниця Олена та бандурист Тарас Столяр.

## Дискографія

### Студійні альбоми
- 2014: Onuka
- 2018: Mozaïka
- 2021: Kolir
- 2023: Room

### Мініальбоми
- 2014: Look
- 2016: Vidlik
- 2022: Kolir (Remixes)

### Концертні альбоми
- 2017: Live with NAONI Orchestra (за участю НАОНІ України)
- 2019: Mozaïka (за участю НАОНІ України)

### Сингли
| Рік  | Назва                                                               | Найвища позиція в чарті | Найвища позиція в чарті | Альбом            |
| Рік  | Назва                                                               | УКР                     | ФРА                     | Альбом            |
| ---- | ------------------------------------------------------------------- | ----------------------- | ----------------------- | ----------------- |
| 2013 | «Look»                                                              | —                       | —                       | Look              |
| 2014 | «Zavtra»                                                            | —                       | —                       | Onuka             |
| 2015 | «City»                                                              | —                       | —                       | Сингл без альбому |
| 2016 | «Svitanok»                                                          | 16                      | —                       | Vidlik            |
| 2016 | «Vidlik»                                                            | —                       | 195                     | Vidlik            |
| 2017 | «Mainland»                                                          | —                       | —                       | Сингл без альбому |
| 2017 | «Vsesvit»                                                           | —                       | —                       | Mozaїka           |
| 2017 | «Guns Don't Shoot»                                                  | —                       | —                       | Mozaїka           |
| 2018 | «Хащі»                                                              | 55                      | —                       | Kolir             |
| 2019 | «Zenit»                                                             | 61                      | —                       | Kolir             |
| 2020 | «Сеанс»                                                             | 22                      | —                       | Kolir             |
| 2021 | «Uyavy» (за участю ДахаБраха)                                       | —                       | —                       | Kolir             |
| 2022 | «Твій день» (за участю alyona alyona, Артем Пивоваров, Юлія Саніна) | —                       | —                       | Сингл без альбому |
| 2023 | «Peremoha»                                                          | —                       | —                       | Room              |

## Музичні відео
Список всіх кліпів гурту ONUKA:

- 2013: LOOK
- 2015: TIME
- 2015: Misto (укр.)(англ.)
- 2016: Vidlik
- 2018: STRUM
- 2019: ZENIT
- 2020: СЕАНС
- 2021: TY
- 2021: GUMA
- 2022: Душа народу
- 2023: PEREMOHA
- 2023: OZERNA
- 2023: ZNAIU

| Рік  | Назва               | Режисер         |
| ---- | ------------------- | --------------- |
| 2013 | Look                | Євген Філатов   |
| 2015 | Time                | Євген Філатов   |
| 2015 | Misto (укр.)(англ.) | Євген Філатов   |
| 2016 | Vidlik              | Ганна Бурячкова |
| 2016 | 19 86               |                 |
| 2018 | Strum               | Алан Бадоєв     |
| 2019 | Zenit               | Євген Філатов   |
| 2020 | Сеанс               | Євген Філатов   |

## Нагороди та відзнаки
2015: музична премія «YUNA-2015» у номінації «Відкриття року».

### Офіційні
- Офіційний сайт [Архівовано 24 червня 2021 у Wayback Machine.]
- ONUKA [Архівовано 4 березня 2015 у Wayback Machine.] на iTunes (англ.)

### ЗМІ
- Музичний тиждень: дебютний альбом українки Onuka [Архівовано 22 жовтня 2014 у Wayback Machine.] // Українська правда — 17 жовтня 2014/Сергій Кейн, comma.com.ua, спеціально для УП.Життя
- Новий LP української співачки з'явився на офіційному Soundcloud. [Архівовано 5 березня 2016 у Wayback Machine.] // radio24.ua